# Englisches Parlament
Das englische Parlament (englisch Parliament of England) war das erste Parlament auf den Britischen Inseln, es ging 1707 in das britische Parlament (heute Parlament des Vereinigten Königreichs) über.

## Geschichte
Die Ursprünge des englischen Parlaments sind auf das angelsächsische Witenagemot zurückzuführen, einer Ratsversammlung von führenden Männern. Nachdem im Jahr 1215 führende Adlige von König Johann Ohneland in der Magna Charta bedeutende Rechte zugestanden erhielten, entwickelte sich der königliche Rat – die Curia Regis – langsam zu einem Parlament innerhalb einer Monarchie. Unter König Eduard III. wurde das englische Parlament 1341 von bislang einer Kammer in zwei Kammern aufgeteilt, das House of Lords (Oberhaus) und das House of Commons (Unterhaus). Der Englische Bürgerkrieg (1642–1649), in dessen Verlauf das Lange Parlament tagte, wurde zwischen Parlamentariern und den Anhängern König Karls I. ausgetragen.
Die Amtsdauer des Parlaments war zunächst nicht beschränkt. Sie wurde im Triennial Act von 1694 auf drei Jahre festgelegt. 
Mit dem Act of Union 1707 wurden das englische Parlament und das schottische Parlament  (englisch Parliament of Scotland) zum Parliament of Great Britain (britisches Parlament) vereinigt.

## Bedeutende vom englischen Parlament erlassene Gesetze
- Suprematsakte (Supremacy Act; Errichtung der anglikanischen Staatskirche; 1534)
- Act of Union 1536
- Uniformitätsakte (Uniformity Act; Form des Gottesdienstes; 1549, 1552, 1559 und 1662)
- Act of Settlement (Thronfolgeregelung; 1701)
- Alien Act (1705)
- Act of Union 1707

## Ausblick
Nach der Neugründung der regionalen Parlamente in den anderen Teilen des Vereinigten Königreichs wächst in England der Wunsch nach einer Neugründung des englischen Parlaments. Aktuell wird diese Position von der United Kingdom Independence Party vertreten.